# Tomasz Kasprzak
Tomasz Kasprzak (ur. 6 lutego 1986) – polski piłkarz ręczny, obrotowy, od 2017 zawodnik Azotów-Puławy.

## Kariera sportowa
Do 2009 występował w Warszawiance (w latach 2006–2009 grał w I lidze). W latach 2009–2011 był zawodnikiem AZS-u Politechniki Warszawskiej, z którym w 2010 zdobył akademickie mistrzostwo Polski. W sezonie 2010/2011 rozegrał w I lidze 22 mecze, w których rzucił 80 goli.
Po wycofaniu AZS-u z rozgrywek, przeszedł w 2011 do KPR-u Legionowo. W ciągu kolejnych dwóch lat awansował z nim z II ligi do Superligi (zadebiutował w niej w sezonie 2013/2014, w rozegranym 7 września 2013 spotkaniu ze Stalą Mielec). W sezonie 2016/2017, w którym rozegrał 31 meczów i zdobył 126 bramek, zajął 10. miejsce w klasyfikacji najlepszych strzelców Superligi oraz otrzymał nominację do tytułu najlepszego obrotowego rozgrywek.
W 2017 przeszedł do Azotów-Puławy, z którymi podpisał trzyletni kontrakt. W sezonie 2017/2018 rozegrał w Superlidze 22 spotkania, w których rzucił 24 bramki. Wystąpił też w siedmiu meczach Pucharu EHF, w których zdobył sześć goli, w tym pięć w rozegranym 4 marca 2018 spotkaniu fazy grupowej z francuskim Chambéry Savoie Mont-Blanc Handball (22:28). W sezonie 2018/2019 rozegrał w lidze 22 mecze i rzucił 40 goli, zaś w Pucharze EHF wystąpił w ośmiu spotkaniach, w których zdobył dwa gole. W maju 2019 Azoty ogłosiły, że Kasprzak nie wypełni trzyletniego kontraktu i odejdzie z drużyny. W kolejnym miesiącu puławski klub poinformował o pozostaniu zawodnika w zespole na kolejny rok.

## Statystyki w Superlidze
| Klub                            | Sezon     | Superliga | Superliga | Superliga |
| Klub                            | Sezon     | M         | B         | Śr.       |
| ------------------------------- | --------- | --------- | --------- | --------- |
| KPR Legionowo                   | 2013/2014 | 26        | 31        | 1,2       |
| KPR Legionowo                   | 2015/2016 | 22        | 99        | 4,5       |
| KPR Legionowo                   | 2016/2017 | 31        | 126       | 4,1       |
| KPR Legionowo                   | Razem     | 79        | 256       | 3,2       |
| Azoty-Puławy                    | 2017/2018 | 22        | 24        | 1,1       |
| Azoty-Puławy                    | 2018/2019 | 22        | 40        | 1,8       |
| Azoty-Puławy                    | Razem     | 44        | 64        | 1,5       |
| Stan na koniec sezonu 2018/2019 |           |           |           |           |